# Phan Đức Hiếu
Phan Đức Hiếu (sinh ngày 19 tháng 5 năm 1974) là luật gia, chính trị gia nước Cộng hòa xã hội chủ nghĩa Việt Nam. Ông hiện là Ủy viên Thường trực Ủy ban Kinh tế của Quốc hội, Đại biểu Quốc hội khóa XV từ Thái Bình. Ông từng là Đảng ủy viên Đảng bộ Bộ Kế hoạch và Đầu tư, Phó Viện trưởng Viện Nghiên cứu quản lý kinh tế Trung ương.
Phan Đức Hiếu là đảng viên Đảng Cộng sản Việt Nam, học vị Thạc sĩ Luật, Cao cấp lý luận chính trị. Ông có sự nghiệp tập trung cho ngành pháp luật, nghiên cứu khoa học pháp lý rồi tham gia hoạt động Quốc hội.

## Xuất thân và giáo dục
Phan Đức Hiếu sinh ngày 19 tháng 5 năm 1974, quê quán tại xã Vũ Di, huyện Vĩnh Tường, tỉnh Vĩnh Phúc. Ông lớn lên và tốt nghiệp phổ thông 12/12, theo học đại học ở Hà Nội, tốt nghiệp Cử nhân Luật, sau đó đi học cao học ở Đại học Maastricht, Vương quốc Hà Lan từ tháng 9 năm 2003 đến tháng 11 năm 2004, nhận bằng Thạc sĩ Luật. Ông được kết nạp Đảng Cộng sản Việt Nam vào ngày 31 tháng 12 năm 2005, trở thành đảng viên chính thức sau đó 1 năm, từng theo học các khóa chính trị ở Học viện Chính trị Quốc gia Hồ Chí Minh và tốt nghiệp Cao cấp lý luận chính trị. Hiện ông thường trú ở phường Phú Diễn, quận Bắc Từ Liêm, thành phố Hà Nội.

## Sự nghiệp
Tháng 9 năm 1995, sau khi tốt nghiệp đại học, Phan Đức Hiếu bắt đầu làm việc ở Công ty Luật Hoàng Long, Hà Nội – một công ty luật, ở vị trí tư vấn pháp luật. Hơn 2 năm sau, vào tháng 12 năm 1999, ông được tuyển dụng viên chức vào Viện Nghiên cứu quản lý kinh tế Trung ương của Bộ Kế hoạch và Đầu tư, là Nghiên cứu viên Ban Môi trường Kinh doanh và Năng lực cạnh tranh. Ông đi du học Hà Lan năm 2003, trở về vào tháng 12 năm 2004, tiếp tục công tác ở Ban Môi trường kinh doanh và Năng lực cạnh tranh, được bổ nhiệm làm Phó Trưởng ban vào tháng 6 năm 2009. Tháng 10 năm 2013, ông là Bí thư Chi bộ ban, được giao nhiệm vụ phụ trách ban, rồi là Trưởng ban từ tháng 5 năm 2014. Tháng 11 năm 2015, ông nhậm chức Phó Viện trưởng Viện Nghiên cứu Quản lý kinh tế Trung ương, đồng thời là Phó Bí thư Đảng ủy Viện, được bầu làm Ủy viên Ban Chấp hành Đảng bộ Bộ Kế hoạch và Đầu tư từ tháng 9 năm 2020.
Năm 2021, Phan Đức Hiếu được Ủy ban Trung ương Mặt trận Tổ quốc Việt Nam, Ủy ban Thường vụ Quốc hội giới thiệu tham gia ứng cử đại biểu quốc hội từ Thái Bình, bầu cử ở đơn vị bầu cử số 2 gồm huyện Đông Hưng, Thái Thụy, rồi trúng cử Đại biểu Quốc hội khóa XV với tỷ lệ 70,61%. Ngày 21 tháng 7 năm 2021, ông được phê chuẩn làm Ủy viên Thường trực Ủy ban Kinh tế của Quốc hội.

## Sách
- Phan Đức Hiếu (2002). Lựa chọn loại hình doanh nghiệp. Hà Nội: Thống kê.
- Phan Đức Hiếu (2006). Hỏi – đáp Luật Đầu tư – Luật Doanh nghiệp. Hà Nội: Tài chính.
- Phan Đức Hiếu (2006). Luật Doanh nghiệp năm 2005 (Enterprise law year 2005) Song ngữ Việt–Anh. Hà Nội: Thống kê.
- Phan Đức Hiếu (2007). Cổ phần hoá và chuyển đổi doanh nghiệp nhà nước: Các quy định mới nhất. Hà Nội: Tài chính.
- Phan Đức Hiếu (2009). Luật Doanh nghiệp và các văn bản hướng dẫn thi hành. Hà Nội: Tài chính.